# 200 mètres brasse féminin aux Jeux olympiques d'été de 2020
Navigation
Rio 2016 Paris 2024
Le 200 m brasse femmes est une épreuve des Jeux olympiques d'été de 2020 qui a eu lieu entre les 28 et 30 juillet au Centre aquatique olympique de Tokyo.

## Records
Avant cette compétition, les records dans cette discipline étaient :
| Record du monde  | 2:19.11 | Rikke Møller Pedersen | 1er août 2013 | Barcelone, Espagne   |
| Record olympique | 2:19.59 | Rebecca Soni          | 2 août 2012   | Londres, Royaume-Uni |

Les records suivants ont été établis pendant la compétition, :
| Date       | Tour    | Nom                 | Nationalité    | Temps   | Record |
| ---------- | ------- | ------------------- | -------------- | ------- | ------ |
| 28 juillet | Série 4 | Tatjana Schoenmaker | Afrique du Sud | 2:19.16 | OR     |
| 30 juillet | Finale  | Tatjana Schoenmaker | Afrique du Sud | 2:18.95 | WR     |

## Programme
L'épreuve de 200 m brasse se déroule pendant trois jours consécutifs selon le programme suivant :
Tous les horaires correspondent à l'UTC+9
| Date                     | Horaire | Manche       |
| ------------------------ | ------- | ------------ |
| Mercredi 28 juillet 2021 | 19 h 36 | Séries       |
| Jeudi 29 juillet 2021    | 11 h 54 | Demi-finales |
| Vendredi 30 juillet 2021 | 10 h 41 | Finale       |

## Médaillés
| Or                  | Argent     | Bronze      |
| Tatjana Schoenmaker | Lilly King | Annie Lazor |

## Résultats

### Séries
Les seize meilleures nageuses se qualifient pour les demi-finales.
| Rang | Série | Ligne | Nom                     | Nationalité     | Temps   | Remarques |
| ---- | ----- | ----- | ----------------------- | --------------- | ------- | --------- |
| 1    | 4     | 4     | Tatjana Schoenmaker     | Afrique du Sud  | 2:19.16 | Q, OR, AR |
| 2    | 3     | 5     | Lilly King              | États-Unis      | 2:22.10 | Q         |
| 3    | 4     | 5     | Evgeniia Chikunova      | ROC             | 2:22.16 | Q         |
| 4    | 2     | 7     | Kaylene Corbett         | Afrique du Sud  | 2:22.48 | Q         |
| 5    | 3     | 4     | Annie Lazor             | États-Unis      | 2:22.76 | Q         |
| 6    | 2     | 4     | Molly Renshaw           | Grande-Bretagne | 2:22.99 | Q         |
| 7    | 2     | 3     | Maria Temnikova         | ROC             | 2:23.13 | Q         |
| 8    | 2     | 1     | Yu Jingyao              | Chine           | 2:23.17 | Q         |
| 9    | 4     | 2     | Jenna Strauch           | Australie       | 2:23.30 | Q         |
| 10   | 3     | 2     | Jessica Vall            | Espagne         | 2:23.31 | Q         |
| 11   | 2     | 2     | Fanny Lecluyse          | Belgique        | 2:23.42 | Q         |
| 12   | 4     | 8     | Sophie Hansson          | Suède           | 2:23.82 | Q         |
| 13   | 2     | 6     | Francesca Fangio        | Italie          | 2:23.89 | Q         |
| 14   | 4     | 3     | Lisa Mamié              | Suisse          | 2:23.91 | Q         |
| 15   | 2     | 5     | Abbie Wood              | Grande-Bretagne | 2:24.13 | Q         |
| 16   | 4     | 6     | Kelsey Wog              | Canada          | 2:24.27 | Q         |
| 17   | 4     | 7     | Abbey Harkin            | Australie       | 2:24.41 |           |
| 18   | 3     | 6     | Kanako Watanabe         | Japon           | 2:24.73 |           |
| 19   | 1     | 4     | Kristýna Horská         | Tchéquie        | 2:25.03 | NR        |
| 20   | 1     | 6     | Mona McSharry           | Irlande         | 2:25.08 | NR        |
| 21   | 4     | 1     | Martina Carraro         | Italie          | 2:26.17 |           |
| 22   | 3     | 7     | Marina García Urzainqui | Espagne         | 2:26.21 |           |
| 23   | 1     | 2     | Kotryna Teterevkova     | Lituanie        | 2:26.82 |           |
| 24   | 1     | 3     | Melissa Rodríguez       | Mexique         | 2:26.87 |           |
| 25   | 1     | 5     | Eszter Békési           | Hongrie         | 2:26.89 |           |
| 26   | 3     | 1     | Alina Zmushka           | Biélorussie     | 2:27.59 |           |
| 27   | 1     | 7     | Eneli Jefimova          | Estonie         | 2:27.87 |           |
| 28   | 2     | 8     | Anastasia Gorbenko      | Israël          | 2:28.41 |           |
| 29   | 3     | 8     | Julia Sebastián         | Argentine       | 2:29.55 |           |
| 30   | 1     | 1     | Andrea Podmaníková      | Slovaquie       | 2:29.56 |           |
| 31   | 1     | 8     | Phee Jinq En            | Malaisie        | 2:32.57 |           |
|      | 3     | 3     | Sydney Pickrem          | Canada          | DNS     |           |

### Demi-finales
Les huit meilleures nageuses se qualifient pour la finale.
| Rang | Série | Ligne | Nom                 | Nationalité     | Temps   | Remarques |
| ---- | ----- | ----- | ------------------- | --------------- | ------- | --------- |
| 1    | 2     | 4     | Tatjana Schoenmaker | Afrique du Sud  | 2:19.33 | Q         |
| 2    | 2     | 5     | Evgeniia Chikunova  | ROC             | 2:20.57 | Q         |
| 3    | 2     | 3     | Annie Lazor         | États-Unis      | 2:21.94 | Q         |
| 4    | 1     | 5     | Kaylene Corbett     | Afrique du Sud  | 2:22.08 | Q         |
| 5    | 1     | 4     | Lilly King          | États-Unis      | 2:22.27 | Q         |
| 6    | 2     | 8     | Abbie Wood          | Grande-Bretagne | 2:22.35 | Q         |
| 7    | 1     | 3     | Molly Renshaw       | Grande-Bretagne | 2:22.70 | Q         |
| 8    | 2     | 7     | Fanny Lecluyse      | Belgique        | 2:23.73 | Q         |
| 9    | 2     | 2     | Jenna Strauch       | Australie       | 2:24.25 |           |
| 10   | 1     | 7     | Sophie Hansson      | Suède           | 2:24.28 |           |
| 11   | 2     | 6     | Maria Temnikova     | ROC             | 2:24.69 |           |
| 12   | 1     | 6     | Yu Jingyao          | Chine           | 2:24.76 |           |
| 13   | 1     | 2     | Jessica Vall        | Espagne         | 2:24.87 |           |
| 14   | 1     | 1     | Lisa Mamié          | Suisse          | 2:25.11 |           |
| 15   | 2     | 1     | Francesca Fangio    | Italie          | 2:27.56 |           |
|      | 1     | 8     | Kelsey Wog          | Canada          | DSQ     |           |

### Finale
Lors de la finale, Tatjana Schoenmaker bat le record du monde qui était détenu par la Danoise Rikke Møller Pedersen.
| Rang | Ligne | Nom                 | Nationalité     | Temps   | Remarques |
| ---- | ----- | ------------------- | --------------- | ------- | --------- |
| 1    | 4     | Tatjana Schoenmaker | Afrique du Sud  | 2:18.95 | WR        |
| 2    | 2     | Lilly King          | États-Unis      | 2:19.92 |           |
| 3    | 3     | Annie Lazor         | États-Unis      | 2:20.84 |           |
| 4    | 5     | Evgeniia Chikunova  | ROC             | 2:20.88 |           |
| 5    | 6     | Kaylene Corbett     | Afrique du Sud  | 2:22.06 |           |
| 6    | 1     | Molly Renshaw       | Grande-Bretagne | 2:22.65 |           |
| 7    | 7     | Abbie Wood          | Grande-Bretagne | 2:23.72 |           |
| 8    | 8     | Fanny Lecluyse      | Belgique        | 2:24.57 |           |